# حرب الأسعار

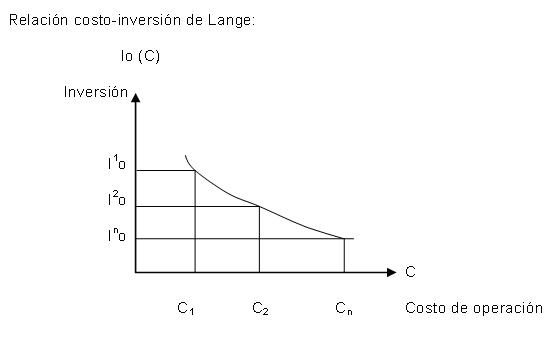

حرب الأسعار هو تعبير يستخدم في القطاع الاقتصادي للإشارة إلى حالة من التنافسية الحادة مصحوبة بسلسلة من خفض الأسعار تفرضها أطراف متعددة. حيث يقوم أحد المنافسين بخفض السعر، ليحذوا المنافسون الآخرون حذوه ويخفضوا أسعارهم بنفس الحد. وإذا قام أحدهم بخفض أسعاره مجددًا، تبدأ جولة جديدة من خفض الأسعار. وعلى المدى القصير، لا يربح في حرب الأسعار سوى المستهلكين، الذين يمكنهم الاستفادة من الأسعار المنخفضة. ولكن هذه الحرب في كثير من الأحيان لا تفيد الشركات المتورطة بها، لأن الأسعار المنخفضة تقلل من هوامش الربح، ومن الممكن أن تشكل تهديدًا على بقائها واستمرارها.
وعلى المدى المتوسط والقصير، من الممكن أن تصبح حروب الأسعار ذات فائدة للشركات المهيمنة في صناعة ما. إذ أن الشركات الأصغر حجمًا والأقل أهمية لا تتمكن من المنافسة وقد تضطر للإغلاق. وبهذا تستوعب الشركات المتبقية الحصة السوقية للشركات التي أغلقت. وهكذا يكون الخاسر الحقيقي هو الشركات الهامشية ومستثمريها. كما قد يخسر المستهلك أيضًا على المدى الطويل. إذ أنه مع تراجع عدد الشركات في الصناعة، تميل الأسعار إلى الارتفاع، وفي بعض الأحيان تكون هذه الأسعار أعلى مما كانت عليه عندما بدأت الحرب.

## الأسباب
الأسباب الرئيسية لنشوب حرب الأسعار:
- تمييز المنتج: تكون بعض المنتجات، أو يمكن وصفها على الأقل على أنها، سلع أساسية. ونظرًا لعدم وجود سوى القليل من الماركات (العلامات التجارية) حتى يمكن الاختيار من بينها، يصبح السعر العامل الأساسي للمنافسة.
- التسعير لاختراق السوق: إذا حاول أحد التجار دخول سوق مستقرة، فقد يقدم أسعارًا أقل من التي تقدمها العلامات التجارية الأخرى.
- احتكار القلة: إذا كان هيكل الصناعة يعتمد على احتكار القلة (أي لا يوجد سوى عدد قليل من المنافسين الرئيسيين)، فإن المنافسين الفاعلين يراقبون عن كثب أسعار كل منهم الآخر، كما أنهم يكونون على استعداد للاستجابة لأي خفض في السعر.
- المعالجة المثلى للعمليات: قد يميل التجار إلى خفض أسعارهم بدلاً من إغلاق أو تخفيض حجم الإنتاج إذا كانوا يرغبون في الحفاظ على وفورات الحجم. وبالمثل، فإن العمليات الجديدة قد تساهم في خفض سعر نفس المنتج.
- الإفلاس: قد تضطر الشركات القريبة من الإفلاس إلى خفض الأسعار لزيادة حجم المبيعات، وبالتالي توفر السيولة الكافية حتى تتمكن من الصمود.
- التسعير الطارد للمنافسين: قد يحدد عن عمد التاجر الذي يمتلك رصيدًا بنكيًا كبيرًا سعرًا للمنتجات الجديدة أو القائمة بالفعل في محاولة للإيقاع بالتجار في السوق.
- المنافسون: قد يستهدف المنافس منتجًا ويحاول كسب الحصة السوقية عن طريق بيع المنتج البديل بسعر أقل. وفي هذا يقول البعض إنه من الأفضل أن تطرح علامة تجارية منافسة جديدة، بدلاً من محاولة مطابقة الأسعار مع الأسعار الموجودة في السوق بالفعل.

## ردود الفعل على تحديات السعر
يجب أن تكون ردة الفعل الأولى على أي خفض للسعر هي التفكير بعناية. هل قرر المنافس أن يكون هذا الخفض في السعر طويل المدى؟ أم أنه مجرد عرض ترويجي قصير المدى؟ فإذا كانت الأخيرة، يجب أن تتضمن ردة الفعل القيام بأنشطة ترويجية قصيرة المدى أيضًا، على الرغم من أن ردة الفعل المثلى تكمن ببساطة في أن تتجاهل هذا التحدي. ففي كثير من الأحيان، تبدأ حرب الأسعار لأن النشاطات الترويجية البسيطة قد أسيء فهمها بوصفها تغييرات إستراتيجية.[بحاجة لمصدر]
ولكن إذا كان الأمر يبدو وكأنه نهج طويل المدى، فحينئذ توجد العديد من ردود الفعل الممكنة:
- خفض السعر: التحرك الأكثر وضوحًا وشيوعًا هو القيام بما قام به المنافس. وهو ما يحافظ على الوضع الراهن (ولكنه يقلل الأرباح نسبيًا). وإذا كان هذا هو الطريق الذي ستختاره، فعليك التحرك بسرعة ولا تقم بأي إشارة للمنافس تخبره بعزمك على القتال.
- الحفاظ على السعر: قد تكون ردة الفعل الأخرى أن تأمل أن يكون المنافس قد أخطأ، ولكن إذا كان تصرف المنافس قد أدى إلى تعدٍ على الحصة السوقية للتاجر، فإن هذا قد يعني أن المنافسين قد فقدوا ثقتهم وهو ما ينعكس على خسارة في المبيعات.
- تقسيم السوق: ويتضمن تقسيم المنتج الواحد إلى اثنين، ثم القيام ببيع الأول بوصفه فاخرًا والآخر بوصفه سلعة أساسية. وقد استخدم هذا النهج الفعال شركة هيوبلين (Heublein)، وهي الشركة المالكة لـ سميرنوف (Smirnoff) إحدى العلامات التجارية لـ فودكا (vodka)).
- استخدام إجراءات أخرى؛ حيث إن خفض السعر ليس هو الإستراتيجية الوحيدة. من الممكن استخدام أساليب أخرى ذات تأثير كبير: تحسين الجودة وزيادة الأنشطة الترويجية (ربما لتحسين فكرة الجودة).

### تجنب حروب الأسعار
التجنب هو أفضل السياسات حتى الآن، ولكن النصيحة المثلى: لا تنخدع حتى إذا بدت الفوائد جذابة (والتي قد تكون جذابة أيضًا للمنافسين).[بحاجة لمصدر]

### جمود الأسعار
قد تصبح الأسعار «جامدة» في الأسواق التي تتسم باحتكار القلة، نظرًا لأنه إذا رفع أحد التجار الأسعار، فلن يقوم المنافس بالأمر نفسه. وهكذا يفقد التاجر حصته السوقية لصالح منافسيه ذوي الأسعار المنخفضة. ولكن إذا انخفض السعر، فسوف يحذو التجار المنافسين حذوه إن استطاعوا. وعند مرحلة ما، يجد التجار أنهم لن يتمكنوا من تحقيق أي ربح إذا استمروا في خفض الأسعار، ولذلك تبقى الأسعار جامدة.
إن جمود الأسعار يعد إحدى السياسات الشائعة بين سلاسل المتاجر الكبرى وأسعارها، وبوجه خاص أسعار السلع الأساسية والتي تميل بألا تختلف كثيرًا. وتراقب العديد من المتاجر الكبرى تغيرات الأسعار لدى منافسيها من السلاسل الكبرى، وهكذا تتنوع أسعارهم تدريجيًا حتى يصلوا إلى المرحلة التي يؤثر عندها أي انخفاض في الأسعار على الأرباح.